# Gerd (namn)
Gerd eller Gärd är ett nordiskt kvinnonamn bildat av ordet gård som betyder skydd, hägn. Det har också tolkats som hon som hör till gården. Det äldsta belägget i Sverige är från år 1872.
Gerd är även ett tyskt mansnamn, en förkortning av Gerhard eller en variant av det namn som på svenska vanligen skrivs Gert.[källa behövs]
Den 31 december 2014 fanns det totalt 21 247 kvinnor och 131 män folkbokförda i Sverige med namnet Gerd, varav 12 423 kvinnor och 75 män bar det som tilltalsnamn. Motsvarande siffror för kvinnonamnet Gärd var 768 respektive 539.
Namnsdag i Sverige: 23 mars. I den finlandssvenska namnsdagslängden har Gerd namnsdag 1 augusti sedan 1950.

## Varianter
- Gerðr (ursprunglig stavning; fornnordiska, isländska)
- Gärd (svenska)
- Gerda (svenska, tyska, polska)
- Gärda (svenska)

## Kvinnor med namnet Gerd

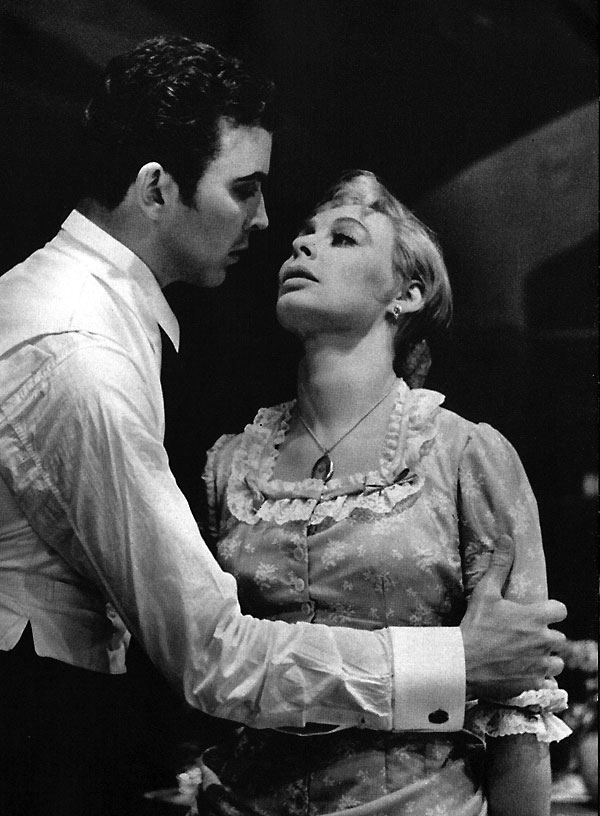
Gerd Hagman

- Gerd Andersson, svensk balettdansös och skådespelerska
- Gerd Brantenberg, norsk författare
- Gerd Enequist, svensk geograf, Sveriges första kvinnliga professor
- Gerd Engman, svensk politiker (s)
- Gerd Grieg, norsk skådespelerska
- Gerd Hagman, svensk skådespelerska
- Gerd Hegnell, svensk skådespelerska
- Gerd Miller, svensk illustratör
- Gerd Mårtensson, svensk skådespelerska
- Gerd Nyquist, norsk författare
- Gerd Osten, svensk författare och regissör
- Gerd Persson, svensk sångerska
- Gerd Reimers, svensk konstvetare och författare
- Gerd Rexed, svensk journalist
- Gerd Ribbing, svensk journalist
- Gerd Santesson, norsk-svensk skribent och motståndskvinna
- Gerd-Liv Valla, norsk politiker, fd LO-ledare
- Gerd Widestedt, svensk skådespelerska

## Män med namnet Gerd

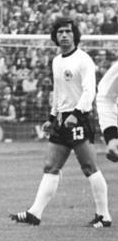
Gerd Müller

- Gerd Binnig, tysk nobelpristagare i fysik 1986
- Gerd Heidler, östtysk fotbollsspelare
- Gerd Kanter, estnisk friidrottare
- Gerd Kische, östtysk fotbollsspelare
- Gerd Müller, västtysk fotbollsspelare
- Gerd von Rundstedt, tysk militär
- Gerd Siegmund, tysk backhoppare
- Gerd Weber, östtysk fotbollsspelare
- Gerd Wessig, östtysk friidrottare